# Stickball

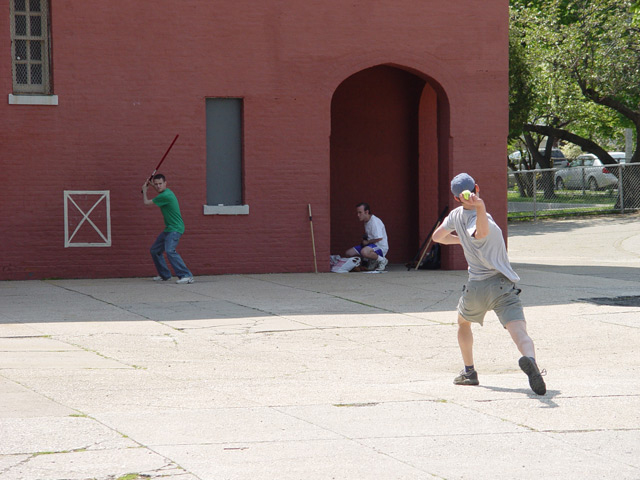
Stickball en Nueva York

Stickball es un juego callejero relacionado con el béisbol, generalmente formado como un juego de recogida que se juega en las grandes ciudades del noreste de los Estados Unidos, especialmente en la ciudad de Nueva York y Filadelfia . El equipo consta de una escoba de mango y una pelota de goma, típicamente un Spaldeen, pensy pinky, o una pelota de tenis. Las reglas provienen del béisbol y se modifican para adaptarse a la situación. Por ejemplo, una tapa de alcantarilla puede usarse como base o edificios para líneas de falta. El juego es una variación de los juegos de bate y pelota que se remonta al menos a la década de 1750. Este juego fue muy popular entre los jóvenes durante el siglo XX hasta la década de 1980.

## Variantes

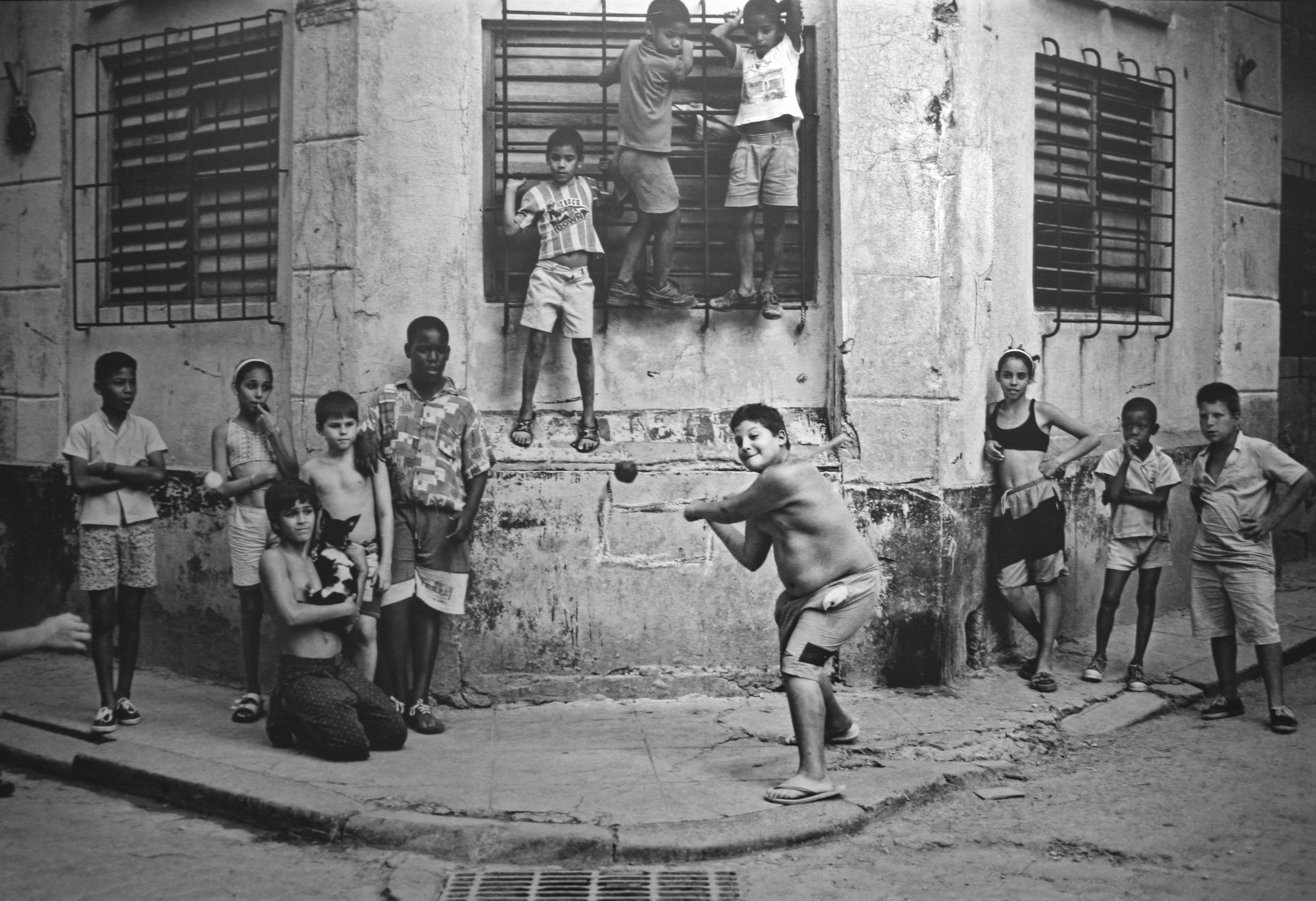
Niños jugando al stickball en La Habana, 1999

Muchas culturas nativas americanas en lo que ahora es el este de los Estados Unidos jugaron un juego similar al stickball que es el antepasado del lacrosse moderno, usando palos de nogal y una pelota hecha de pelo o piel de venado. En fungo, el bateador lanza la pelota al aire y la golpea en el camino hacia abajo o después de uno o más rebotes. Otra variante es Vitilla, que se juega principalmente en la República Dominicana y áreas de los Estados Unidos con grandes poblaciones dominicanas.

## Películas
- Lanzamiento rápido Stick ball (Un pasatiempo inaudito) (2007) Dirigida por Jesse Tornabe
- Cobertura del día inaugural de Stick Ball (2008)
- Derechos de fanfarronear: Historias de bolas de palo (2006). Dirigida por Sonia González.
- Stick ball Cobertura nocturna: Stick ball Highlights (2006). Dirigida por Ross O Fomerand.